# 迪克曼斯 (紐約州)
迪克曼斯（英語：Dykemans）是位於美國紐約州帕特南縣的非建制地區。

## 歷史
迪克曼斯的郵局於1851年設立，其後於1935年停運。

## 地理
迪克曼斯所處的海拔為高於海平面112米（即367英呎），而該地所採用的時區為UTC-5，即北美东部时区（EST）。同時該地設有夏令時間，為UTC-5調快一小時，即UTC-4（EDT）。